# Arie van der Velden
Arie van der Velden (Rotterdam, 12 dicembre 1881 – Rotterdam, 6 dicembre 1967) è stato un velista olandese.

## Carriera
Partecipò ai Giochi olimpici di Parigi 1900 a bordo di Mascotte assieme a Henri Smulders e Chris Hooijkaas. Nella gara olimpica la sua imbarcazione ottenne il quarto posto mentre nella gara non olimpica ottenne il secondo posto.